# Tacit, rimski car
Marko Klaudije Tacit (* oko 200.; † 276.),  Rimski car (275. – 276.). 
Iako je širio glasine da je rođak poznatog povjesničara Publija Kornelija Tacita, to najvjerojatnije nije točno, iako je zasigurno popularizirao njegova djela. 
Marko Klaudije Tacit rođen je vjerojatno oko godine 200. u jednoj od dunavskih rimskih provincija (Norik, Panonija, Recija) i potjecao je najvjerojatnije iz senatorskog staleža. O njegovu životu do stupanja na prijestolje zna se samo da je 273. obnašao službu konzula. 
Nakon iznenadnog umorstva cara Aurelijana godine 275.bilo je isprva nejasno tko će postati novi car jer Aurelijan nije imenovao nasljednika. Kako je u to doba rimske povijesti vojska često proglašavala careve tako je i ovaj put proglasila Tacita za cara. 
Kako je tada već imao oko 75 godina imenovao je svoga brata Florijana za prefekta pretorijanske straže i time ga zapravo odredio i za svoga nasljednika. Tek što je došao na vlast došlo je iznova do borbi s germanskim plemenima koji su prešli rijeku Rajnu i stali pustošiti sjeverne provincije Carstva.  Istovremeno su Carstvo u Maloj Aziji napali i Goti koji su dotamo došli iz područja sjeverno od Crnoga mora prešavši Kavkaz. Braća su počela odbijati napade. Florijan Germana, Tacit Gota i bili prema izvorima u tome očito uspješni. 
Tacit je godine 276. iznenada umro nakon samo šest mjeseci vladavine nedugo nakon pobjede nad Gotima. Jedna verzija kaže da je ubijen, a druga da je umro od groznice. Na prijestolju ga je naslijedio brat Florijan.

## Vanjske poveznice
- Careva biografija iz  Historia Augusta (engleski)

| Prethodnik:             | Rimski carevi | Nasljednik:     |
| Aurelijan (270. – 275.) | Rimski carevi | Florijan (276.) |